# جوزيف نورمان لوكير
السير جوزيف نورمان لوكير (بالإنجليزية: Joseph Norman Lockyer)‏ (ولد في 17 مايو 1836 وتوفي في 16 أغسطس 1920 في ديفون) كان عالم فلك بريطاني، يعتبر رائداً في الفيزياء الفلكية العصرية.

## سيرة ذاتية
- 1857 موظف في وزارة الحرب البريطانية.
- 1862 نشر عن تضاريس المريخ، وكان عضواً في المؤسسة الملكية للفلك.

## روابط خارجية
- جوزيف نورمان لوكير على موقع الموسوعة البريطانية (الإنجليزية)